# Ольсен, Стеен
Стеен Лерке Ольсен (дат. Steen Lerche Olsen; 17 июня 1886, Копенгаген — 5 мая 1960, Копенгаген) — датский гимнаст, чемпион летних Олимпийских игр 1920 года и бронзовый призёр летних Олимпийских игр 1912 года в командном первенстве по произвольной системе.